# 陸奥蓬田郵便局
陸奥蓬田郵便局（むつよもぎたゆうびんきょく）は、青森県東津軽郡蓬田村にある郵便局。

## 概要
本局は、通信機関が無かった村として、村民から不便の声が上がったことにより、開局した。

## 所在地
青森県東津軽郡蓬田村大字蓬田字汐越13-2

## 歴史
- 1936年（昭和11年）7月6日 - 大字阿弥陀川字汐干に、蓬田電信電話取扱所開局。この当時は、電信配達と電話呼出のみ扱っていた。
- 1938年（昭和13年）3月26日 - 陸奥蓬田郵便局（三等、無集配）と改称[1]。
- 1939年（昭和14年）10月31日 - 電話交換業務開始[2]。
- 1947年（昭和22年）9月 - 大字蓬田字汐越17番地に移転。
- 1978年（昭和53年）11月15日 - 電話交換業務が、電電公社蟹田電報電話局に移管。これをもって、青森県内での電話交換業務が全て自動化。

## 取扱内容
- 郵便、印紙、ゆうパック
  - 内容証明は扱わない。
- 貯金、為替、振替、振込、国債、貸付
  - 外貨両替や小切手払は扱わない。
- 生命保険、がん保険
  - バイク自賠責保険と自動車保険は扱わない。
- ゆうちょ銀行ATM（払い込み対応機種）

## 定休日
- 窓口 - 土日祝と年末年始
- ATM - 正月3が日

## 周辺
- 国道280号
- 蓬田村役場
- JR津軽線

## アクセス
- 蓬田村コミュニティバス高根～中沢線「蓬田郵便局前」バス停下車。
- JR津軽線蓬田駅から、徒歩約565m、約10分。
- 駐車場：無し

## 参考資料
- 『蓬田村史』（蓬田村・1973年3月31日発行）464頁～465頁「第十五章 官公署・第三節 郵便局・二、むつ蓬田郵便局」
- 『東奥年鑑1980年版』259頁「運輸・通信-郵政・電気通信」の「電気通信 ダイヤル化」